# Хараксиновые
Хараксиновые (лат. Charaxinae) — подсемейство дневных бабочек из семейства Нимфалиды. Включает в себя около 400 видов, распространённых в тропиках, изредка в областях с умеренным климатом — Charaxes jasius, как залётный вид может встречаться на юге Восточной Европы. В отличие от большинства бабочек, во взрослом возрасте питаются навозом и гниющей растительностью.

## Систематика
Триба Charaxini Guenée, 1865
- Polyura
- Charaxes

Триба Euxanthini Rydon, 1971
- Euxanthe

Триба Pallini Rydon, 1971
- Palla

Триба Prothoini Roepke, 1938
- Prothoe
- Agatasa

Триба Preponini Rydon, 1971
- Agrias
- Prepona
- Archaeoprepona
- Noreppa
- Anaeomorpha (иногда включают в Anaeini)

Триба Anaeini
- Anaea
- Coenophlebia
- Consul
- Fountainea
- Hypna
- Memphis (иногда включают в состав рода Anaea)
- Polygrapha
- Siderone
- Zaretis

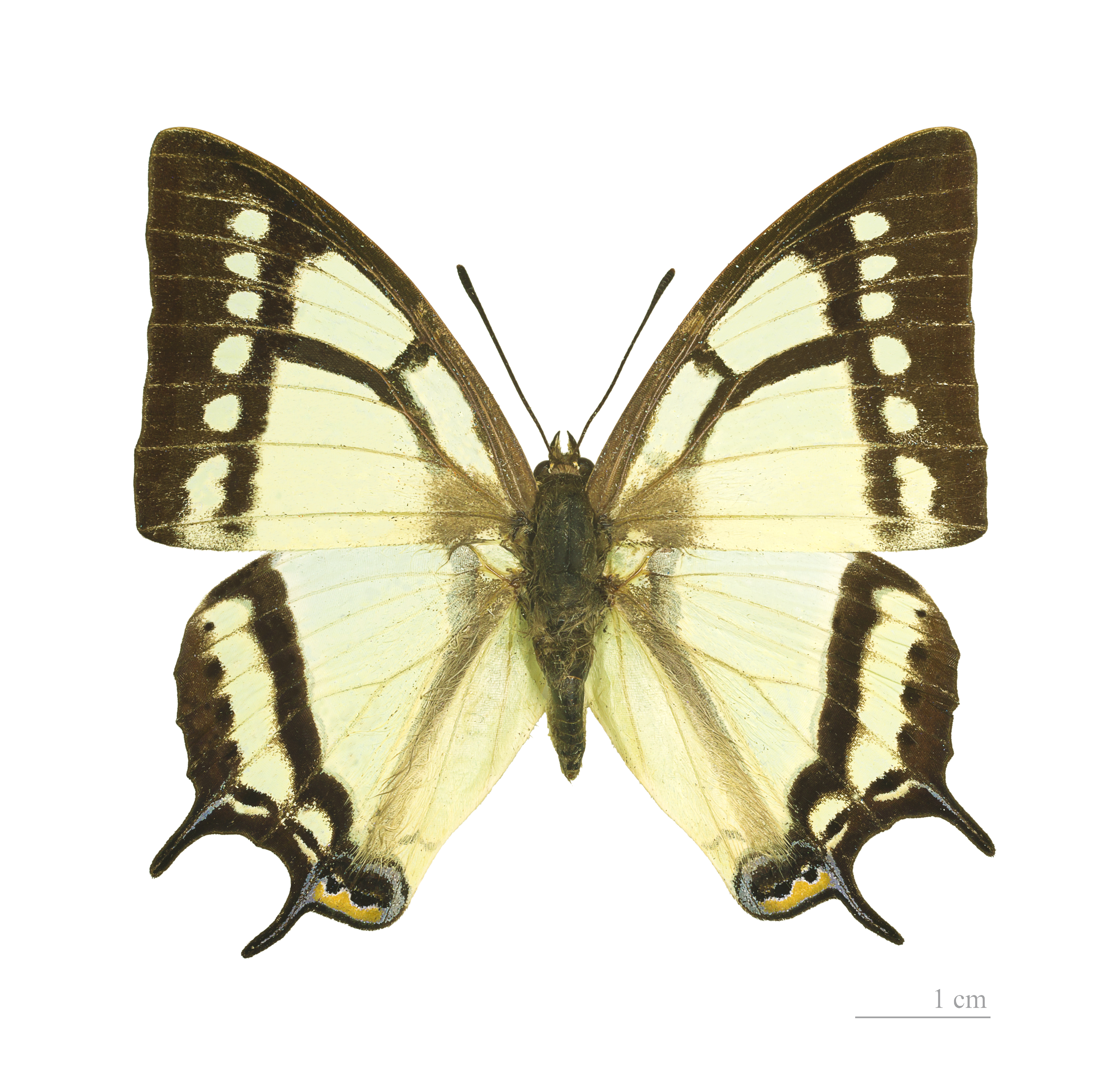
Триба Charaxini - Polyura narcaeus
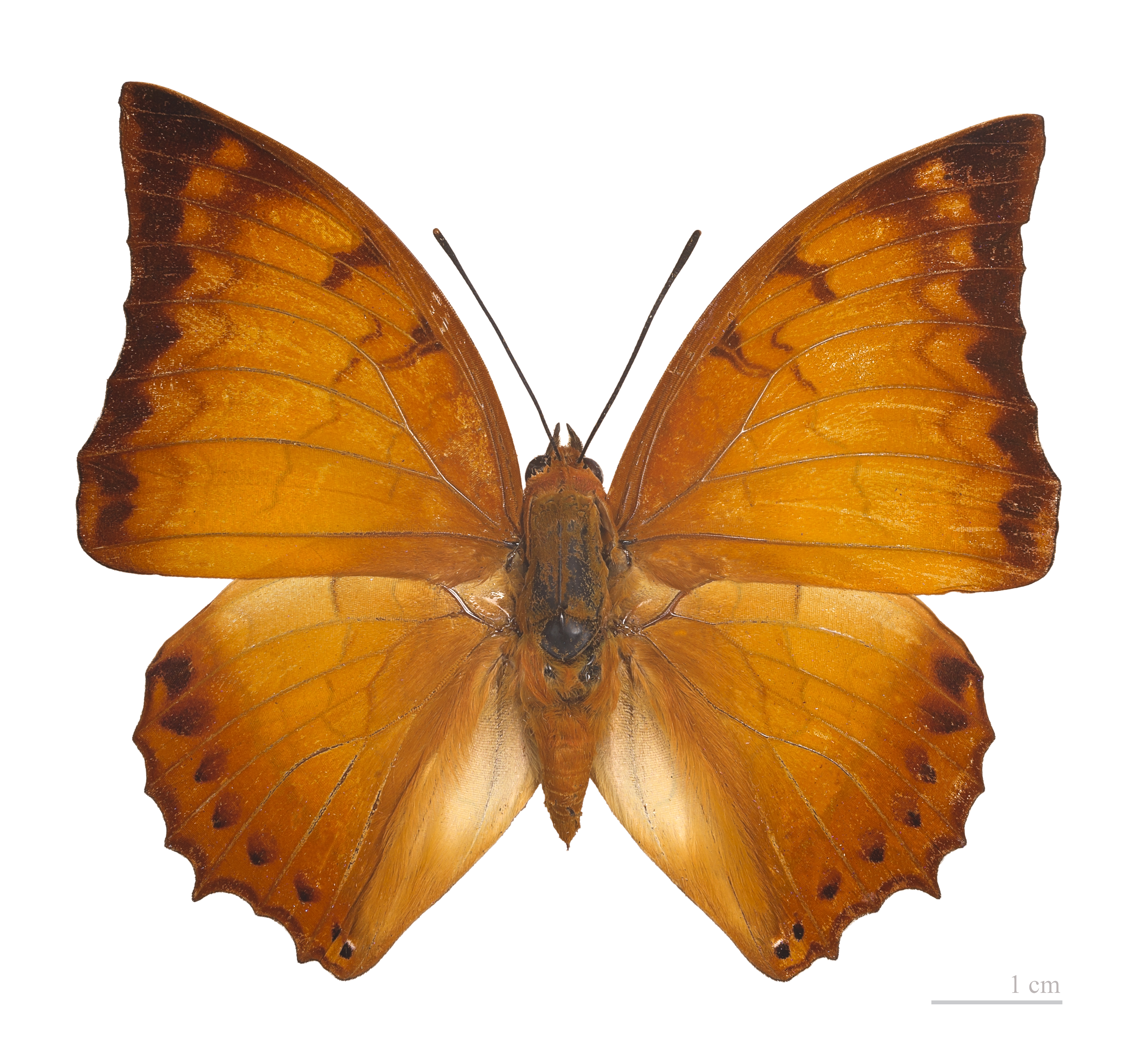
Триба Charaxini - Charaxes distanti
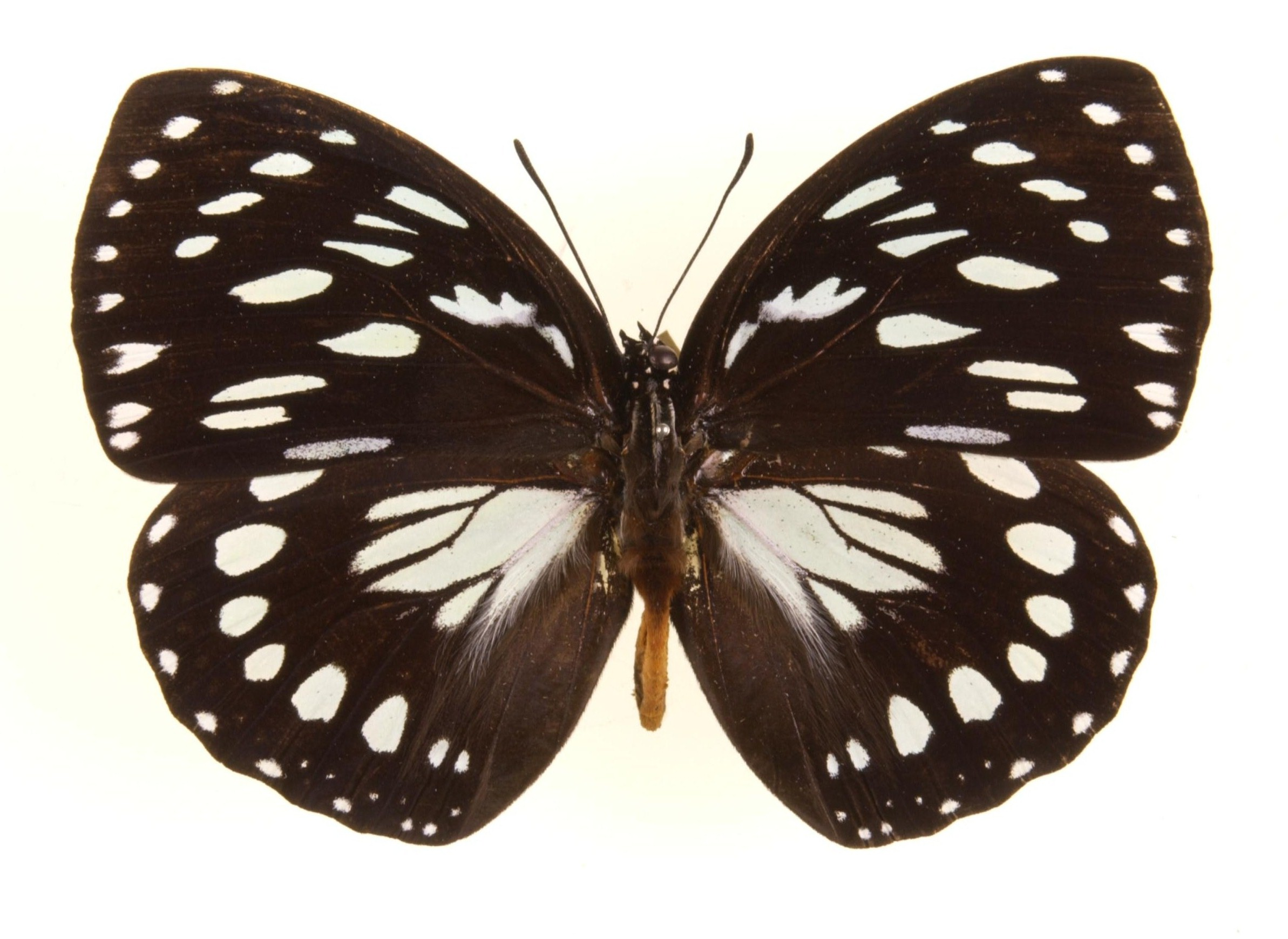
Триба Euxanthini - Euxanthe eurynome
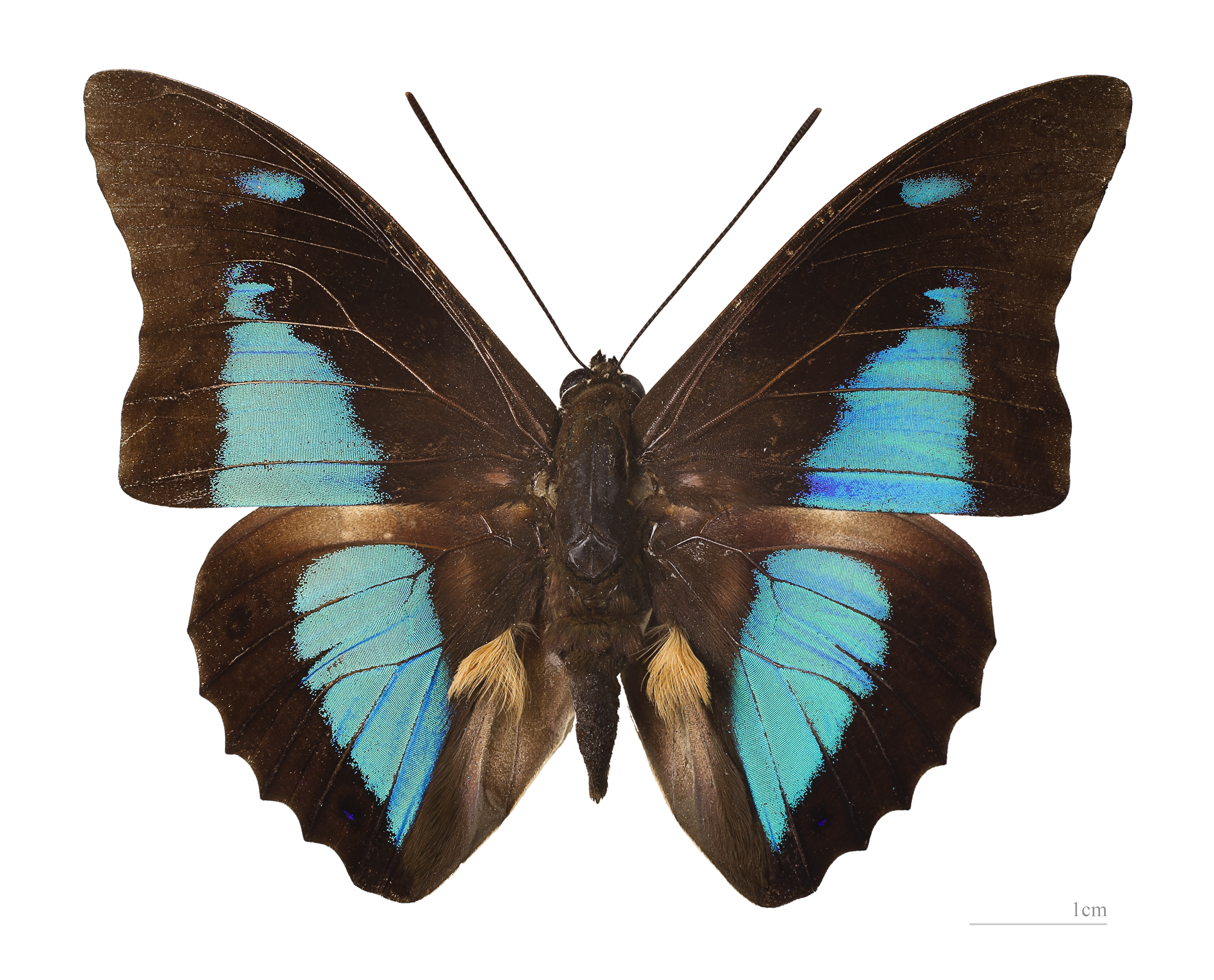
Триба Preponini - Prepona laertes
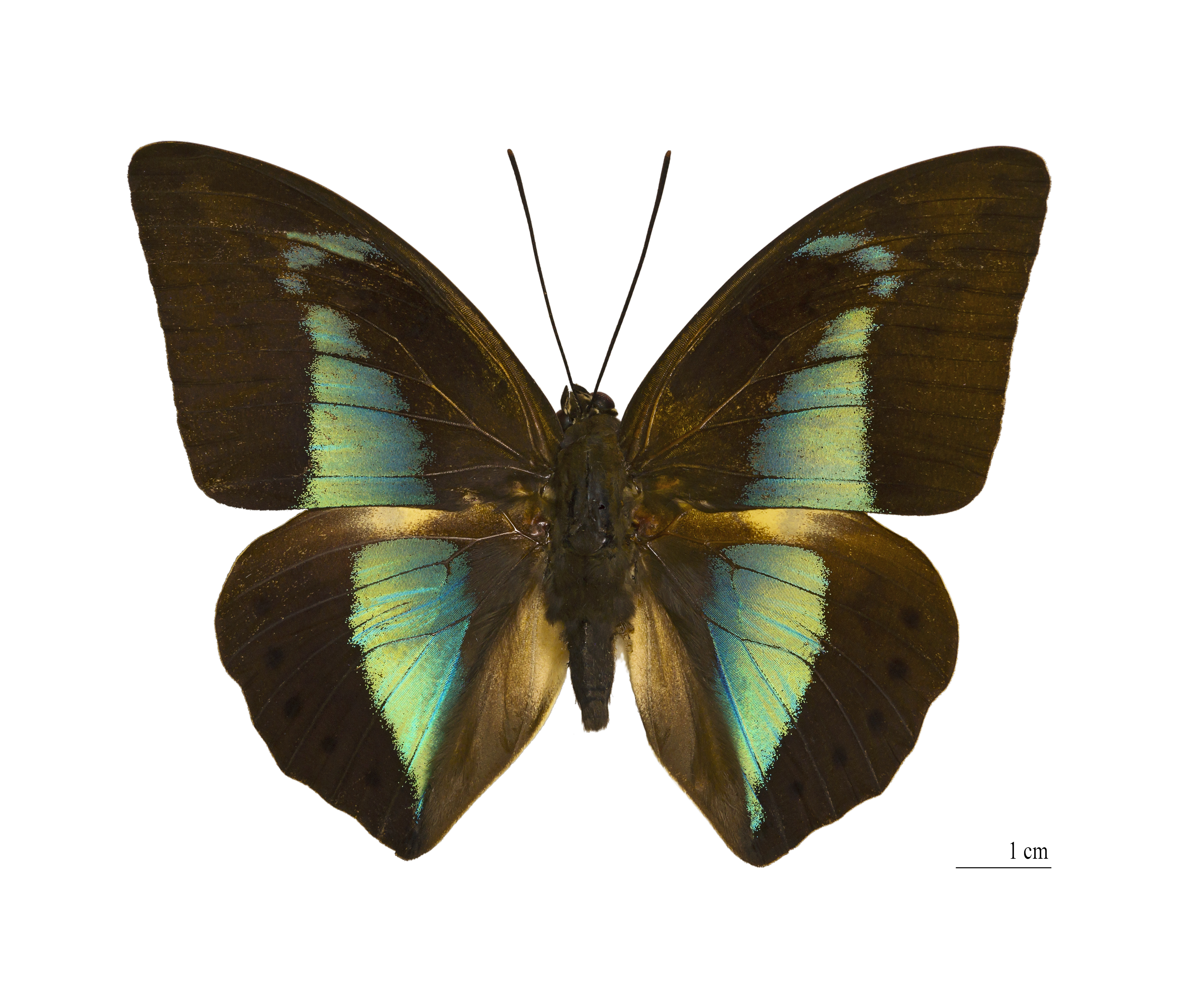
Триба Preponini - Archaeoprepona licomedes
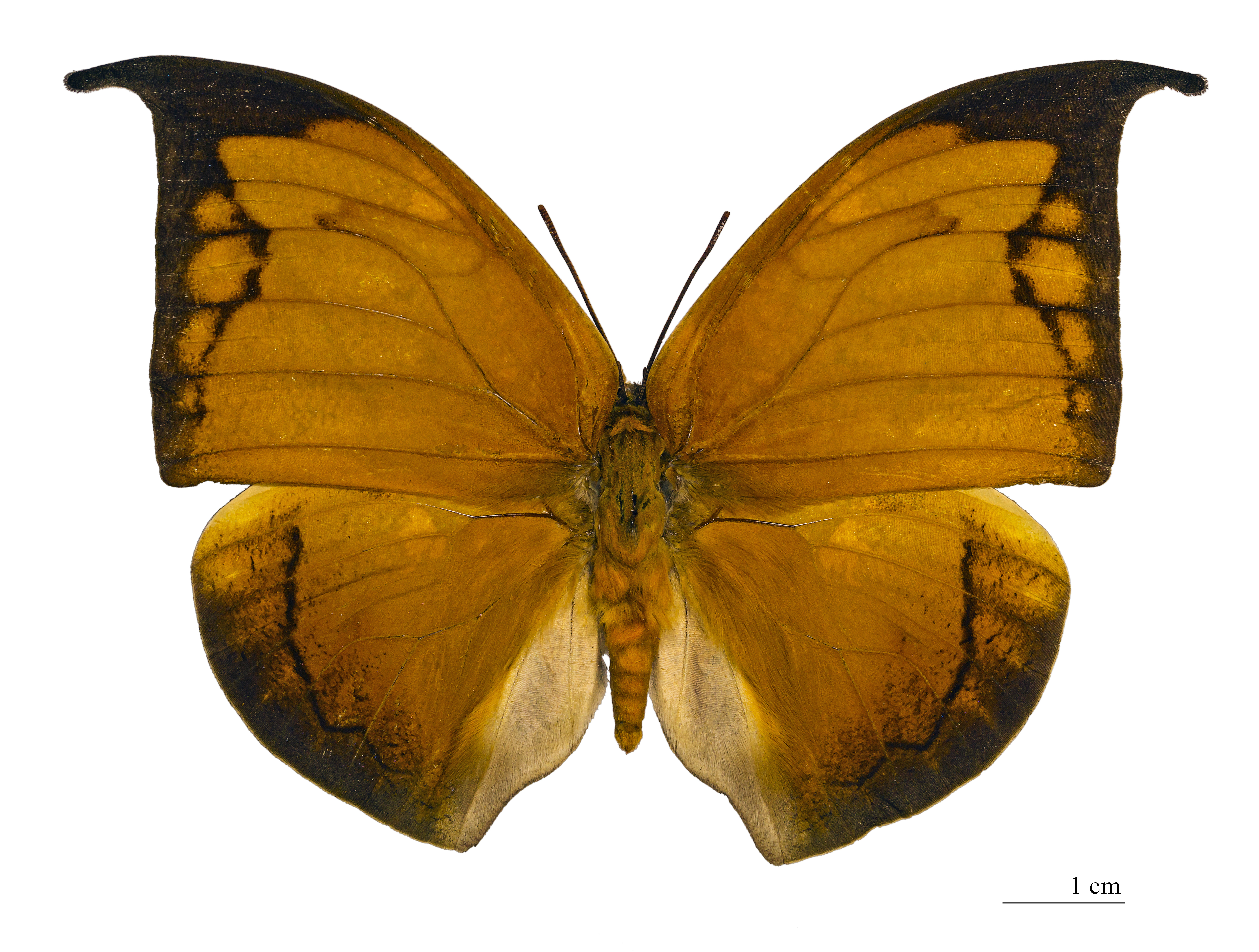
Триба Anaeini - Anaea archidona